# 威廉·伯吉斯
威廉·伯吉斯（英語：William Burges，1827年12月2日—1881年4月20日）是一位英国建筑师兼設計師。在维多利亚时代最优秀的艺术建筑师中，伯吉斯在工作时全力摆脱了19世纪时工业革命建筑和新古典主义建筑的枷锁，并重建了乌托邦式的英国中世纪建筑和社会价值观。他助理在了哥德復興式建築，其作品与前拉斐爾派相呼应，预示了艺术与工艺美术运动的兴起。
伯吉斯的生命是短暂而辉煌的——1863年，伯吉斯接手的首个项目聖芬巴爾座堂完工，那时他35岁；1881年，伯吉斯在他位于肯辛顿的住所塔屋中去世，年仅53岁。伯吉斯的作品虽然为数不多，但是建筑风格各有千秋。在与工程队的长期合作下，他成功建造了一座主教教堂、一座仓库、两所学校以及一些教堂、住宅和城堡。于1866年和1928年间完工的加的夫城堡和于1872年和1891年间完工科奇城堡是伯吉斯最引人的作品，两座城堡均是第三代比特侯爵约翰·克赖顿-斯图尔特建造的。此外伯吉斯还建造了格尔赫斯特之家、白金汉郡（1858年-1865年）、奈特歇尔斯法院（1867年-1874年）、基督肯索拉教堂（1870年-1876年）、圣玛丽斯塔德利皇家教堂（1870年-1878年）和加的夫公园之家（1871年-1880年）等著名建筑。
伯吉斯设计的已完工建筑从未被拆卸过或改动过。但他在里爾主教座堂（1854年）、聖方濟沙勿略主教座堂（1856年）、圣卢西亚大教堂、圣约翰座堂（1859年）、聖馬利亞座堂（1873年）和特魯羅座堂（1878年）等建筑的竞标中都不怎么成功。伯吉斯在河岸街皇家司法院（1866年-1867年）的竞标中输给了乔治·埃德蒙·斯特里特，他对圣保罗座堂（1870年-1877年）内部的整修也未获准，此后不久伯吉斯被撤职。斯基尔贝克的仓库（1865年-1866年）在20世纪70年代被拆毁，伯吉斯设计的索爾茲伯里座堂（1855年-1859年）、牛津大學伍斯特學院（1873年-1879年）和奈特歇尔斯法院也在几十年前化为乌有。
除了建筑，伯吉斯还设计了很多金属制品、雕塑、珠宝、家具和彩色玻璃。1864年，他在皇家文藝學會发表了名为艺术在工业的应用（英語：Art Applied to Industry）的系列讲座，阐明了伯吉斯的兴趣之广泛，讲座涉及到了玻璃、陶器、黃銅、铁、金銀、家具、纺织艺术和建筑的外部装饰。伯吉斯去世后的很长一段时间内，人们很少对维多利亚式建筑再度进行过深入的研究和关注，伯吉斯的作品也在很大程度上被外界忽视了。但在二十世纪，维多利亚式的艺术、建筑和设计逐渐被人们重视起来，伯吉斯和他的作品也得到了重新被人们认识的机会。

## 早年生活和旅行
威廉·伯吉斯于1827年12月2日出生，他的父亲是富有的土木工程师阿尔弗雷德·伯吉斯（1796年-1886年）。阿尔弗雷德后来大发横财，他的总资产高达11.3万欧元（相当于2025的13,095,711欧元，不考虑通胀因素）。因此阿尔弗雷德去世后，威廉·伯吉斯得以将自己的一生奉献给建筑的研究和实践，无需为谋生而烦恼。

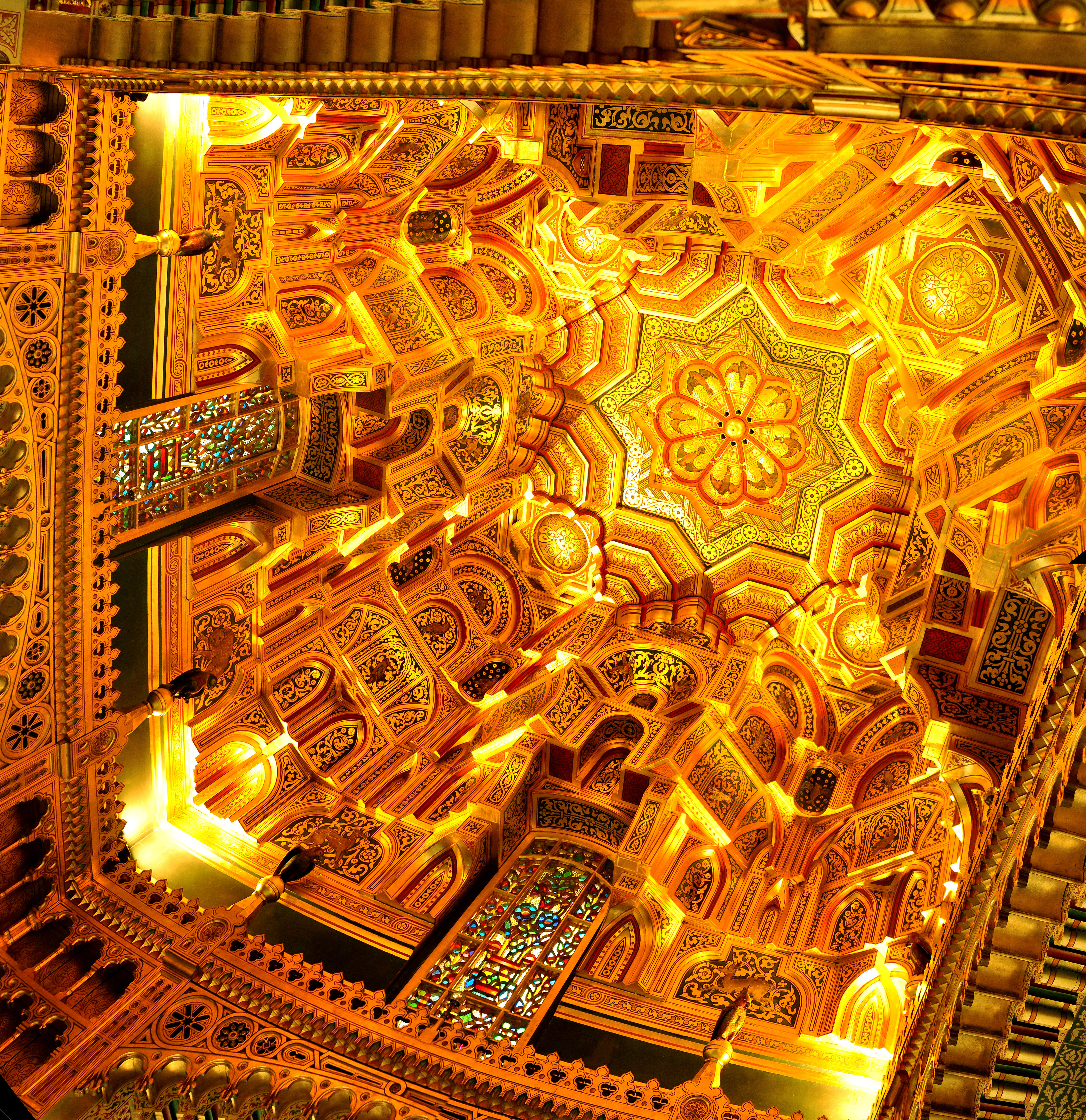
卡迪夫城堡内的阿拉伯式天花板

1839年，伯吉斯进入了伦敦伦敦国王学院附中学习工程学，但丁·加百列·羅塞蒂和威廉·迈克尔·罗塞蒂都是他的同代人。1844年，他加入了爱德华·布洛尔的建筑办公室勘察西敏寺。布洛尔是一个既定的建筑师，曾为威廉四世和维多利亚女王工作过，哥特复兴式建筑的支持者们对他的评价很高。1848年或1849年，伯吉斯搬到了马修·迪格比·怀亚特的建筑办公室与他一起工作。怀亚特是一位著名的建筑师，他的成就不亚于布洛尔，这从在1851年举办的万国工业博览会中他起到的主导作用可见一斑。伯吉斯同怀亚特共事的这段时间对他后来的职业生涯产生了深刻的影响，特别是为这个展览准备的中世纪法院。在这段时间内，他还为怀亚特于1852年发表的著作Metalwork绘制了中世纪金属制品的图纸，并协助克拉顿·亨利完成了其作品的插图。
旅行对伯吉斯后来的职业生涯同样非常重要。伯吉斯认为，所有的建筑师都应该学会旅行。他曾这样议论道：“看看不同年龄段的人如何处理各种各样的艺术问题是完全有必要的。”（英語：absolutely necessary to see how various art problems have been resolved in different ages by different men.）伯吉斯曾自行拨款抵达了英国、法国、比利时、荷兰、瑞士、德国、西班牙、意大利、希腊和土耳其10个国家。他共花了18个月前去国外通过素描和绘画来改善自己的技能和知识。他的所见所闻和美术为他建造了一座布满各种思想的信息库，并对他产生了深刻的影响，伯吉斯终生受用。虽然他从来没有超越来自东方世界的土耳其丰富的艺术和建筑，但是无论地域远近他都对他产生了显著的影响。由他设计的加的夫城堡阿拉伯间带有摩尔风，表现极为出色，他对日本工艺的研究也影响到了后期他设计的金属制品。B

## 早期作品
1856年，伯吉斯在伦敦白金汉街15号建立了自己的建筑事务所。

## 工程队

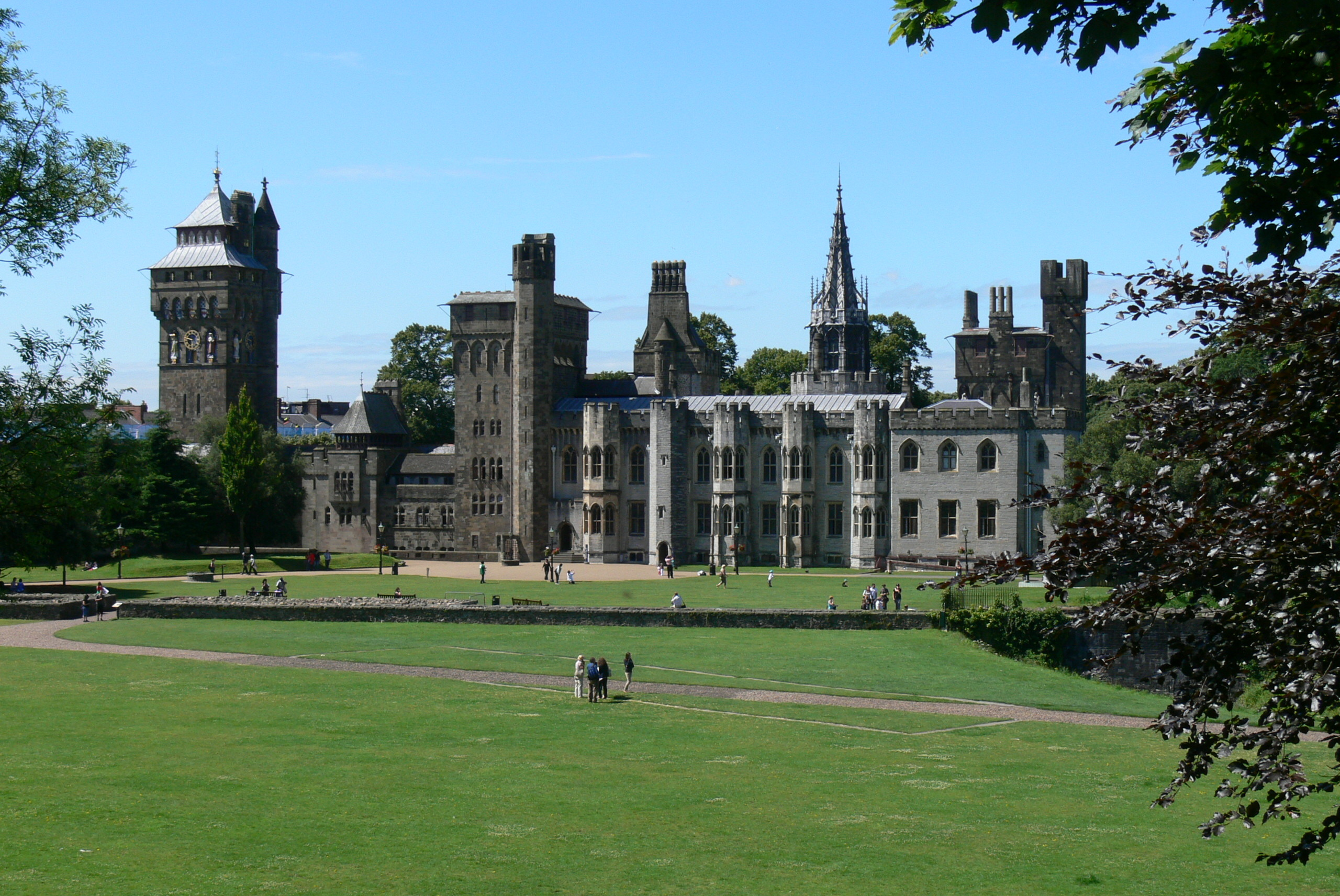
加的夫城堡是由伯吉斯建筑团队的许多成员合力完成的

伯吉斯他的团队助手内启发相当的忠诚，他的伙伴关系是长期存在的。约翰·斯塔林·查普尔是办公室的经理，于1859年加入了伯吉斯的工程队。伯吉斯去世后，科奇城堡的大部分家具便是又查普尔代为修复的。霍雷肖·沃尔特·朗斯代尔是伯吉斯的首席艺术家，他为科奇城堡和卡迪夫城堡绘制了很多精美的壁画。

## 个人生活
伯吉斯从未结过婚，他的同代人都认为他性格古怪，让人捉摸不透，而且觉得他是个非常放纵和浮夸的人。伯吉斯的相貌同样不招人喜欢，他的最大赞助人之妻将他描述成“丑陋的伯吉斯”（英語：ugly Burges）。伯吉斯又矮又胖，而且患有严重的近视，他曾经将一只孔雀误认为一个人。

## 脚注
1. ↑  Crook 1981a，第38頁.
2. ↑  见英国零售价指数，数据来自Clark, Gregory. . MeasuringWorth. 2017  [2022-06-11].
3. ↑  Crook 1981b，第10頁.
4. ↑  Crook 1981a，第39頁.
5. 1 2  Crook, J. Mordaunt. . Oxford Dictionary of National Biography online. 2004  [2012-02-19].
6. ↑  Crook 1981a，第40頁.
7. 1 2  Smith，第53頁.
8. ↑  Johnson，第51頁.
9. ↑  Crook 1981a，第42頁.
10. ↑  . Victorian Web.org. 2007  [2012-02-19]. （原始内容存档于2018-10-06）.
11. 1 2  Crook 1981a，第44頁.
12. ↑  Crook 1981a，第45–50頁.
13. ↑  Old Dominion University; Victorians Institute; East Carolina University. . East Carolina University Publications. 1987: 47  [2016-09-15]. （原始内容存档于2019-08-15）.
14. ↑  Crook 1981a，第47頁.
15. ↑  Crook 1981a，第51頁.
16. ↑  Crook 1981a，第52頁.
17. ↑  . March 1966: 600  [19 February 2012]. （原始内容存档于2019-08-12）.
18. ↑  Crook 1981a，第86頁.
19. ↑  Crook 1981a，第83頁.
20. ↑  Cooper，第68頁.
21. ↑  Crook 1981a，第84頁.
22. ↑  Crook 1981a，第98頁.
23. ↑  Andrews，第104頁.
24. ↑  Jones，第48頁.
25. ↑  Crook 1981b，第12頁.
26. ↑  National Portrait Gallery website: Collections: William Burges